# Stygnopsis
Stygnopsis is een geslacht van hooiwagens uit de familie Stygnopsidae.
De wetenschappelijke naam Stygnopsis is voor het eerst geldig gepubliceerd door Sørensen in 1902. 

## Soorten
Stygnopsis omvat de volgende 2 soorten:
- Stygnopsis robusta
- Stygnopsis valida